# 13-я хромосома человека

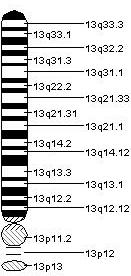
Идеограмма 13-й хромосомы человека

13-я хромосо́ма челове́ка — одна из человеческих хромосом. Хромосома содержит более 115 млн пар оснований, что составляет от 3,5 до 4 % всего материала ДНК человеческой клетки. Данные по количеству генов на хромосоме в целом разнятся из-за различных подходов к подсчёту. Вероятно, она содержит от 300 до 700 генов.

## Гены
Ниже перечислены некоторые гены, расположенные на 13-й хромосоме.

### Плечо p
- RNR1 — рибосомная РНК 1.

### Плечо q
- ATP7B — β-полипептид медь-переносящей АТФ-азы;
- BRCA2 — ген, ассоциированный с раком груди, 2;
- CARKD — белок, содержащий домен карбогидрат-киназы;
- EDNRB — рецептор эндотелина типа B;
- FLT1 — fms-подобная тирозин-киназа 1, или рецептор фактора роста эндотелия сосудов 1;
- FOXO1 — фактор транскрипции FOXO1;
- GJB2 — белок щелевого контакта бета-2, 26 kDa, или коннексин 26;
- GJB6 — белок щелевого контакта бета-6, 30 kDa, или коннексин 30;
- G72 — активатор оксидазы D-аминокислот;
- GRK1 — протеинкиназа группы GRK-киназ;
- HMGB1 — белок из группы ядерных негистоновых белков HMG;
- HTR2A — рецептор 2A 5-гидрокситриптамина (серотонина), или 5-HT2A-рецептор;
- KL — белок Клото;
- LAMP1 — мембранный белок, ассоциированный с лизосомами;
- PCCA — α-субъединица пропионил-КоА-карбоксилазы;
- RB1 — ген, ассоциированный с ретинобластомой (включая остеосаркому), 2;
- TNFSF10 — цитокин семейства факторов некроза опухоли (RANKL).

## Заболевания
Нарушения в работе генов из данной хромосомы связаны с некоторыми заболеваниями. Трисомия 13-й хромосомы вызывает синдром Патау.
Нарушения в структуре хромосомы, связанные с делецией длинного плеча, могут стать причиной возникновения синдрома Орбели.